# Фотострум
Фотострум (англ. photocurrent, рос. фототок) — фотогенерація та рух зарядів між двома електродами у фотоелектричних чарунках, що є результатом фотопроцесів, індукованих поглиненим світлом. 